# Claymore (mangá)
Claymore (クレイモア, Kureimoa) é um mangá escrito e ilustrado por Norihiro Yagi e publicado pela Monthly Shonen Jump desde 2001. A revista foi encerrada e a obra foi movida para a Jump Square. Uma adaptação para anime foi feita pela Madhouse em 2007 e exibida pela Nippon TV, contendo 26 episódios com 23 minutos de duração cada.
Em outubro de 2014, o último capítulo foi finalmente publicado, encerrando o mangá com 155 capítulos e 27 volumes.

## História
A história se passa em um mundo fictício semelhante à era medieval europeia, fundamentado no contexto político de um único continente dividido em 47 países. Neste mundo, seres-humanos coexistem com criaturas chamadas Youma, monstros que se alimentam de vísceras humanas. Os Youma são capazes de adquirir a forma de suas vítimas, absorvendo as memórias e personalidade de sua presa, permitindo que eles enganem amigos e familiares e se infiltrem nas vilas para se alimentar sem levantar suspeitas para si.
Em uma tentativa de combater as criaturas, uma organização secreta sem nome cria uma ordem de guerreiras modificadas, com o objetivo de proteger os humanos da ameaça dos Youma. A essas foi atribuído, popularmente, o título de Claymores, devido as imensas espadas claymore portadas em combate por tais guerreiras. Após sua criação, as Claymores passam a ser contratadas por vilas sob a ameaça dos Youma para que seja feito o seu extermínio (uma vez que as Claymores são as únicas capazes de distinguir um Youma de um humano).
A organização responsável por sua criação é a única que tem contato direto com essas guerreiras, administrando tanto seus serviços externos, requisitados pelas cidades, quanto seus serviçoes internos, requisitados pela própria organização. Os pedidos de aniquilação de Youmas tem um custo altíssimo e apenas após o sucesso da missão o pagamento é feito, sempre recebido por um homem de preto que vem à cidade logo após a saída da Claymore. Caso a guerreira morra e não termine o serviço, não é necessário pagar. Também existem boatos de cidades que se recusaram a pagar e foram dizimadas pouco tempo depois por ataques consecutivos dos monstros, sem qualquer resposta de ajuda por parte da organização.

## Sobre Claymores
A Organização cria as "Claymores" implantando a carne e o sangue de Youma em humanas, num processo doloroso e extremamente longo, criando assim híbridas que são mais poderosas que os Youmas originais, devido ao seu treinamento com armas e inteligência superior. Essas híbridas usam enormes claymores que são pesadas demais para humanos normais (em sua grande maioria) e são caracterizados pelos seus olhos cor de prata, cabelos loiros/brancos e orelhas pontudas ao estilo élfico (em alguns casos).
As habilidade padrões de uma Claymore incluem, sobretudo, capacidade física acima da média (principalmente sua força), recuperação de ferimentos acelerada (algumas Claymores podem até mesmo regenerar membros inteiros), modificação limitada de sua aparência/forma e a habilidade de detectar monstros sentindo o seu Youki (妖気), uma aura espiritual presente também nas Claymores, pelo fato de estas serem Meio-Youmas. Para usar suas habilidades, as guerreiras acessam os poderes da sua metade não humana. Se o poder proporcionado por essa metade for forçado até o limite, a Claymore perde toda a sua humanidade e se torna um Kakuseisha ("Ser Despertado"), um ser altamente inteligente e com uma incrível sede de sangue.
Quando sentem o início do "Despertar", as Claymores podem pedir a uma companheira (normalmente aquela com que possui mais afinidade) para matá-la, assegurando que a transformação não ocorra e que sua morte seja quando esta ainda tem o cérebro humano. Após a transformação, é comum sobrar algo da consciência humana nos Kakuseishas, mas este é completamente dominado pelos instintos de Youma, o que causa um desejo incontrolável por vísceras humanas e um grande alívio por se verem livres dos antigos conflitos humanos. Todavia, esse alívio dura pouco. Algumas entram em grave conflito psicológico ao se verem como monstros, desejando a morte. A maior parte, no entanto, se agarra a vida e segue seus novos instintos, espalhando o terror entre os humanos. Alguns Despertados têm até mesmo consciência completa de seu passado e de seu estado atual. Alguns Kakuseishas como "Isley do Norte", "Riful Imperatriz do Oeste", Luciela e outros tem até a capacidade de voltar à forma humana e agir como humanos normais.
- Porcentagem de liberação de Youki:
  - 10%: Os olhos mudam de cor;
  - 30%: O rosto fica distorcido;
  - 50%: O corpo sofre alterações para o estado Youma;
  - 70%: A mente fica confusa e torna-se 70% Youma;
  - 80%: Ponto tido como sem retorno — passando desse limite é impossível impedir a transformação em Kakuseisha (veja mais em "A Verdade por trás da Organização").

Apesar de protegerem os humanos, Claymores são geralmente alienadas e temidas pelos próprios humanos, devido aos seus incríveis poderes, sua relação com Youmas, e as suas atitudes arredias em geral. Humanos as chamam frequentemente de "Bruxas do Olhar Prateado" ou apenas de "Monstros". Membros da família de um indivíduo personificado por um Youma (que geralmente só é descoberto após a própria criatura ser morta por uma Claymore) tendem a ser banidos de suas vilas, por medo de que esses sejam como eles. Claymores muitas vezes são crianças que sofreram esse destino ou então sobreviventes das vilas destruídas pelas criaturas.
Graças a seu histórico, sangue não-humano, treinamento árduo e vidas difíceis causam as guerreiras geralmente são extremamente sérias ou, ao menos, visivelmente frias. Elas geralmente vivem infelizes e desoladas, devido ao seu estilo de vida solitário e o conhecimento de que eventualmente morrerão ou se tornarão monstros (o processo para se tornar um "Despertado" não é gradual, e sim quando se passa do limite corpóreo de cada Claymore. Quando uma está debilitada, esse limite tende a diminuir, fazendo com que o despertar seja mais rápido caso usem seus poderes em quando gravemente feridas). Algumas se tornam temperamentais e facilmente irritadas, enquanto outros se tornam assassinas sedentas por sangue que gostam de tirar vidas, mais selvagens que os próprios monstros quem caçam. Quase todas as guerreiras evitam qualquer tipo de relacionamento com humanos, a menos que este seja profissional.
Todas as Claymores são mulheres, e o motivo para tal é que os homens não suportam o processo de transformação. A realidade é que os homens transformados se tornam guerreiros incríveis, mas não tinham o essencial - a capacidade de evitar o despertar. O fato de liberar o Youki se torna algo prazeroso, comparável à sensação de uma relação sexual, portanto quanto mais próximo o ápice mais difícil é voltar. Os homens deixavam então que a transformação facilmente ocorresse, se tornando Kakusheishas por não terem a força de vontade necessária para ir contra esses sentimentos prazerosos.
A raiva, o sofrimento e o medo são os principais causadores da liberação de Youki. Claymores, quando encontram-se em situações extremas, quando tem o desejo ardente de terminar sua missão ou até mesmo quando querem se vingar dos Youmas, podem, mesmo que involuntariamente, despertar, como instinto de sobrevivência. Os seres despertados mais antigos são do sexo masculino, e datam do tempo do início da Organização.

## A Organização em sua Fachada
Embora secreta, a Organização pode ser contactada por cidades ou vilas atacadas por Youmas. Em resposta aos pedidos, esta despacha um número apropriado de Claymores para eliminar o(s) alvo(os). Sendo a missão bem sucedida, a um agente, sempre trajado de preto, é mandado para coletar a gratificação pelos serviços. Uma cidade que não realizar o pagamento não receberá mais assistência, ficando a mercê dos Youmas (normalmente, o conhecimento do não-pagamento é público, e chega às mãos das criaturas). É insinuado em alguns lugares que a própria Organização informa aos monstros que tal cidade não está mais sob sua proteção, incentivando futuros ataques. A Organização é exigente e severa quanto a atuação de suas guerreiras; aquelas que quebrarem as regras (por exemplo, matar um humano, mesmo que acidentalmente ou para proteger outros) serão caçadas por suas companheiras. Aquelas que causarem problemas ou que criarem suspeitas de estar prestes a despertar, geralmente são enviadas em missões suicidas.

## A Verdade por trás da Organização
Mais adiante a verdadeira intenção da Organização começa a ser revelada. A ilha na qual vivem as Claymores é, na verdade, uma espécie de laboratório, utilizado para realizar experimentos a serem usados na guerra de outro continente. Todavia, as híbridas, as populações de humanos, Youmas e até mesmo os Kakuseishas pensam que a ilha em quem moram é tudo o que existe, sendo que é apenas uma pequena porção de terra comparado ao verdadeiro grande continente.
Nesse grande continente há dois povos em guerra. Um deles aliou-se ao clã dos dragões, monstros enormes, mas inteligentes e cooperativos, resultando numa enorme vantagem sobre a outra. Esta, por sua vez, contra-atacou criando os Youmas, monstros matadores de homens, porém incontroláveis. Mais adiante criou os primeiros híbridos do sexo masculino que podiam lutar contra os chamados dragões, mas perdiam o controle facilmente e não diferenciavam amigos de inimigos. Eram então levados até o meio das tropas inimigas onde despertavam e lutavam até a morte.
Contudo, esse despertar era algo difícil de se controlar e vários acidentes aconteciam. Pesquisas revelaram que as mulheres tinham um maior controle sobre o seu despertar, então tentaram criar guerreiras que seriam poderosas sem a necessidade de despertar na ilha onde a história se passa, onde também foram feitos seus últimos guerreiros masculinos que falharam ao controlar o despertar. Guerreiras como a Clare e suas companheiras que caíram no norte, têm a habilidade de reverter a transformação em Kakuseisha, mesmo que dificilmente. Ao perceber isso, um espião do exército inimigo infiltrado na Organização as fazia irem para missões suicidas na esperança de que essas guerreiras semi-despertadas morressem e não se tornassem uma nova arma de guerra nas mãos da Organização. Ele fornece ajuda e informações às guerreiras contra a Organização, mesmo querendo que elas morram por serem armas em potencial. As semi-despertadas seriam como a Alicia sem Beth, a arma perfeita, por isso ele deseja tanto que tais guerreiras morram e não caiam nas mãos da Organização.
Os humanos nessa ilha são mero alimento aos Youmas e Kakuseishas experimentais, e esses inimigos que a própria Organização criou junto as suas guerreiras que despertaram servem apenas para testar as habilidades delas. A Organização concluiu com sucesso seu projeto Alicia, uma guerreira que podia se transformar completamente em Kakuseisha e não perder o controle ou a consciência humana com a ajuda de sua irmã gêmea, Beth, que controla seu youki. Alicia seria a arma perfeita se não fosse por Beth, que é seu ponto fraco por ficar vulnerável em batalha ao controlar Alicia. O fato de Beth ficar indefesa durante a luta ocasionou sua morte e a de sua irmã pelas mãos de Priscilla. A Organização estaria quase pronta para enfrentar o clã dos dragões, mas tem que enfrentar ao mesmo tempo os seres que ela mesma criou e as guerreiras que a traíram.

## Características das Claymores
Devido a sua natureza híbrida, Claymores possuem força, velocidade e reflexos muito maiores que a de qualquer ser humano, por mais experiente e treinado que esse seja. Devido a sua grande força, Claymores podem portar pesadas claymores com apenas uma das mãos com facilidade e precisão mortal. Em acréscimo a isso, Claymores possuem uma vasta capacidade de regeneração/recuperação, permitindo-as sobreviver a ferimentos normalmente fatais. Qualquer ferimento que não as mate é regenerado completamente em algum tempo. Claymores com um talento para regeneração, conseguem restaurar membros inteiros em alguns minutos. Essas habilidades combinadas com seu treinamento de combate e com armas permitem aos Claymores serem superiores a muitos Youmas.
À parte a sua força, talvez a mais conhecida habilidade manuseada por Claymores (e aquela em que é mais procurada pelos seus clientes) é a sua habilidade de sentir o Youma. Isso é alcançado através da sensação do Youki (energia Youma). Claymores especializadas podem detectar a aura de um Youma a vários quilômetros de distância, dependendo da habilidade individual de cada Claymore. Um uso refinado a sensação de Youki permite a alguns Claymores ler e prever os movimentos dos Youmas, ao ponto de reagir antes que esse ataque. Alguns Claymores também podem não propriamente dito "sentir" o Youki, mas sim rastreá-lo através de seus sentidos esplendidamente aguçados.
Todas as habilidade dos Claymores dependem do controle do seu Youki corporal. Regulando a quantidade de Youki utilizado ou focalizado em específicas partes/funções do corpo, Claymores podem aumentar ainda mais o seu já prodigioso atributo físico, ou utilizar um leque diferenciado de habilidades. Um Claymore padrão irá apenas liberar uma maior porcentagem do seu Youki total, causando um grande aumento na força, velocidade e capacidade de regeneração e cura. Se um Claymore liberar 10% do seu poder, seus olhos luzem na cor dourada e suas pupilas se dilatam como as de um gato. Se liberarem 30%, seu rosto começa a se contorcer e a se tornar monstruoso. Se liberarem 50%, seu corpo começa a deformar. Liberando uma quantidade muito grande (acima de 80% do Youki total do corpo), entretanto, causam o Claymore a Despertar. Claymores de ranks elevados apresentam um controle muito maior de sua energia, e exibem habilidades aprimoradas com suas habilidades padrões ou poderes únicos, como estender braços ou mover-se em velocidades altíssimas por um instante.
Claymores precisam de muito menos comida para sobreviver do que humanos normais. Eles precisam consumir apenas algumas mordidas de comida a cada 3 dias, e se preciso, podem ficar uma semana sem comer nem beber nada. Claymores parcialmente Despertados ocasionalmente sentem fome. Claymores apenas são vistos descansando apoiados em suas enormes Claymores enquanto essas ficam enterradas no chão. Em termos de aparência física, muitos Claymores tem uma aparência 100% humana, exceto os seus olhos prateados e cabelos loiros pálidos ou totalmente brancos (guerreiras extremamente fracas conseguem reter alguma cor, quanto mais claro o cabelo, mais potencial latente tem a Claymore). Entretanto, alguns possuem traços não humanos, como orelhas pontiagudas ou chifres.
A Organização possui uma estrita hierarquia, onde cada Claymore recebe um número que será o seu rank, correspondendo a sua força relativa. Claymore #1 é o mais forte, enquanto o #47 é o mais fraco (e recebe uma correspondente falta de respeito pelas suas colegas). Claymores recém iniciadas na organização são considerada em treinamento e não possuem um número, fazendo apenas trabalhos simples de eliminações de Youmas fracos ou responsáveis pelo treinamento e procedimento de hibridização de outros jovens aspirantes a Claymores. Caso essas Claymores sem rank queiram adquirir um número, devem desafiar uma outra Claymore por sua posição. A desafiada tem todo o direito de recusar a proposta, mas na maioria das vezes aceitam por conta de sua dignidade, e muitas vezes as batalhas são até a morte. O número oficial de Claymores existentes sempre será 47 pois esse número representa a quantidade de jurisdições que as Claymores são responsáveis pela proteção. Claymores acatam ordens de seus gestores/coletores de dinheiro vestidos de preto, cujo parecem receber suas ordem de um pequeno conselho de homens mais velhos. Deve-se notar que o nome Claymore foi dado pelos humanos, pessoas normais e aldeões — a Organização e suas guerreiras, de fato, não tem um nome oficial. Então, nenhum Claymore refere a si mesmo como "Claymore". Ao invés disso, eles se referem pelo termo Seishi o que significa aproximadamente "Guerreiro". Claymores são chamados por um único nome seguido por um título, que corresponde ou as suas habilidades marcantes ou a sua personalidade.
Quase todos as Claymores são criados contra a sua vontade, apenas se tornando híbridas porquê não havia outro modo de sobreviverem. Muitos são órfãs, crianças abandonadas, ou sobreviventes de cidades ou famílias atacadas por Youmas (apesar de ser de conhecimento que a Organização pega criança de suas casas caso essas apresentem um potencial ou uma qualidade especial) que foram vendidos para a organização. Portanto, não é incomum que muitas Claymores tenham uma vingança pessoal contra os Youmas, onde provavelmente a grande maioria dessas jovens sobreviventes enfrentaram o horror de ter suas famílias devoradas na sua frente.
Não podemos esquecer que há uma outra forma de criar uma Claymore, a Clare não teve yoma inserido nela e sim o sangue e  a carne de uma outra Claymore, Teresa (conhecida como " Teresa do sorriso abatido"), que foi uma grande amiga e companheira de Clare.

## Estilos de Combate
Benkai (Defensivo): A categoria defensiva é dotada de uma incrível habilidade auto-regenerativa. Uma característica única desse estilo é que uma Claymore que perde algum membro consegue regenerá-lo após certo tempo, e o novo membro mantém a sua força e proeza original.
Shuukai (Ofensivo): A categoria ofensiva é capaz de executar ataques mais poderosos. Entretanto, essas não são capazes de regenerar membros perdidos com eficiência. Se uma Claymore desta categoria perder um membro e tentar regenerá-lo, este terá a mesma força de um membro humano. Apesar disso, Claymores dessa categoria podem reatar seus próprios membros perdidos caso esses estejam inteiros e a ferida da qual tenham sido perdidos não tenha sido feita a um tempo demasiado.

## Uniformes
Claymores vestem um uniforme que consiste em uma peça só e apertada ao corpo de uma calça longa e uma camisa de manga comprida. Claymores com poderes de Metamorfoses podem recolocar partes ou o uniforme todo com uma malha de material diferente que pode se esticar para se igualar as mudanças. Acima disso, eles usam algumas peças de armaduras como: protetores de pescoço, grevas de metal, vembrassas (largos protetores de pulso feito de metal), ombreiras longas e uma saia parcial de metal para as mulheres. Para os homens, um cinto longo de metal e um protetor genital. E finalmente, usam uma capa curta junto com um pedaço de pano marcado com seu específico símbolo de certificação ligado a região abaixo do seu pescoço. Cada Claymore tem um símbolo único que serve como uma marca de identificação. Essa marca também aparece na espada e em Cartas Negras que lhes forem designadas.

## Seres Abissais e outros Kakuseishas
Os seres Abissais são títulos dados aos guerreiros de número 1 que despertaram completamente, inicialmente no mangá é mostrado que houve três vezes em que isso aconteceu: uma na geração dos homens e duas na geração das mulheres, dando origem a Easley do norte, Riful do oeste e Luciela do sul. Ao longo do enredo novos abissais surgem, mas que tem uma curta participação relativa no manga: Hysteria, Roxanne, Cassandra e Alicia.
- Easley (イースレイ, Īsurei)

Era o digito 1 na geração dos homens, ao contrário dos demais colegas é mostrado no manga que ele despertou por vontade própria se tornando um ser abissal e dominando a porção norte do continente, tendo uma personalidade aparentemente civilizada, em sua forma abissal ele se assemelha a um centauro gigante, cujos braços podem mudar de forma em uma lança, escudo e arco com várias flechas, também uma asa(não voa) em forma de lamina. Quando Priscila começa a invadir algumas cidades do norte ele a enfrenta mas é subjugado, jurando assim lealdade a ela, mas com a perda de memória de Priscila, esta passou a segui-lo, ao invés do contrario e devido ao enorme poder de Priscila, resolve usa-la para tomas as terras dos demais abissais, também acaba sendo seguido por Raki a quem o treina durante 7 anos para matar Priscila. Easlei estava por trás da guerra do norte em que um grande número de Claymores perderam suas vidas na luta contra vários kakusheishas, que era na verdade um plano maior para eliminar a abissal Luciela e assim evitar união de forças entre esta e Riful contra Priscila. É devorado pelas Devoradoras de abissais (uma arma criada pela organização)
- Riful (リフル, Rifuru)

Era o digito 1 da primeira geração das mulheres, foi a mais jovem da história a ser a número 1 e a mais jovem a despertar, seu corpo humano tem a forma de uma criança com cabelos escuros e sua forma abissal possui laminas por todo o corpo, tendo uma personalidade sádica, Riful é dona das terras do Oeste e vive com Dauf, um despertado que era número 3 na era dos homens. quando Easley começou a tomar posse de algumas terras, ela passou a sequestrar e torturar guerreiras afim de desperta-las e montar seu exercito para combater o de Easley. Após, combater os devoradores de abissais e Alicia, acaba sendo morta por Priscila, mas depois revive e volta a enfrentar Priscila no mesmo nível de poder da oponente, mas acaba sendo morta novamente.
- Luciela (ルシエラ, Rushiera)

Era irmã da Claymore de digito 5 raphaela da Geração de Clare. Foi um experimento pioneiro da organização, que consistia basicamente em uma irmã despertar completamente e entregar a consciência para a outra irmã, como uma garantia para que esta possa retornar à forma humana, porém Raphaela foi incapaz de "segurar" a irmã, o que causou no seu despertar completo. A sua forma abissal se assemelha a um gato humanoide com 2 caldas e bocas espalhadas pelo corpo. É confrontada por Easley que queria tomar as terras do sul e acaba sendo derrotada e fugindo, no caminho reencontrou a sua irmã Raphaela que a mata quebrando sua espinha, entretanto injeta seu yoki em Luciela e elas se fundem em um estranho estado vegetativo, posteriormente é encontrada por Riful e depois despertada, dessa vez numa outra forma abissal, sem vontade própria com o único desejo de destruir toda a vida existente, porém é "derrotada" por Priscila.
- Rigardo (Kakusheisha comum)

Também chamado de príncipe dos olhos prateados, desde quando era um guerreiro, possuía uma rivalidade contra Easlei por ter perdido o título de número 1, após enfrentar Easlei é derrotado e lhe jura lealdade se tornando o segundo no comando de seu exercito, de personalidade composta mas que se irrita facilmente quando provocado, sua forma despertada se assemelha a de um leão que é menor do que a maioria dos seres despertos, mas ele compensa em velocidade e agilidade, acaba sendo morto por Clare na batalha de Pietra.
- Dauf (Kakusheisha comum)

Era digito 3 da geração dos homens, conheçe Riful ainda quando era guerreira e se apaixona por ela imediatamente, quando despertado vai em direção as terras do Oeste se encontrar com ela com quem passa a conviver. Em sua forma despertada ele tem a forma de um monstro gigante e forte, com uma "pele matalica" lhe conferindo uma grande resistência e também pode lançar "bastões" de metal pelas mãos e pela boca, é tratado como um capacho burrinho por Riful, mas é mostrado no manga que eles realmente possuem uma relação de amor mutuo, após ser ferido gravemente por Priscila e ve-la "matando" Riful, resolve se infectar por um dos parasitas de Luciela e a reenfrenta porém é derrotado
- Caçadoras de abissais

são armas criadas pela organização com o propósito de eliminar os seres abissais, elas foram criadas utilizando carne e sangue de kakusheisha ao invés de Youmas  em guerreiras, transformado-as em monstros parecido com zumbis, sem vontade própria além de caçar os seres abissais que foram predefinidos pela elas. Seus olhos e bocas foraam costurados, a capacidade de sentir e irradiar yoki foi removida e elas rastreiam seu alvo pelo cheiro, tem uma grande capacidade de regeneração e só podem ser mortas destruindo a cabeça, porém elas se tornam mais fortes a cada batalha e dividem suas experiências de combate a abissais com as novas caçadoras de abissais(feito uma bactéria que divide sua resistência a determinado antibiótico com as bactérias mais fracas). Elas devoraram Easley e causaram grandes danos a RIful.

## A Carta Negra e peculiaridades
Dentro da espada de cada Claymore existe um carta negra enrolada que exibe o seu próprio símbolo. Caso o Claymore perceba que esta despertando e que não consegue mais manter a sua humanidade, este libera a sua Carta Negra e a entrega ao seu gestor, que entregará essa carta para um colega Claymore. Ao receber uma carta, esse Claymore deve imediatamente acatar o pedido, que consiste nada mais do que tirar a vida do possuidor da carta, para que esse morra com dignidade e não se torne um Kakuseisha.
Apesar dos Claymores serem de todo modo solitários existe uma certa amizade entre eles, pois eles tem noção de que estão sozinhos nesse mundo, que não pertencem nem ao grupo dos humanos e nem ao grupo dos Youma. Muitas vezes eles demonstram essa amizade cruzando suas espadas sempre que se despedem ou quando se reencontram.
Quando é requisitado uma caça a Kakuseisha, deve ser formado um grupo de Claymores que oscila entre 4-6 membros dependendo da força do monstro. O líder de um Grupo de Extermínio deve ser sempre de um "dígito único", isto é, guerreiros que possuam apenas um dígito em sua numeração de poder (10 também se aplica a essa regra apesar de ter 2 dígitos), mas caso esse líder não demonstre nenhuma habilidade de liderança ou personalidade para isso, este será deposto e substituído pelo próximo de menor numeração no grupo.

## Personagens
Clare
(クレア Kurea) é a protagonista da série.
Clare é a primeira a procurar a organização por conta própria para se torna uma Claymore, em busca de vingança pela morte de sua "mãe adotiva", Teresa, uma Claymore assassinada por Priscilla, uma guerreira despertada.
É classificada como a guerreira de Número 47 (a mais fraca dentre as 47 guerreiras). Isto porque a carne e o sangue usados em sua transformação eram de Teresa, tornando-a apenas 1/4 Yoma em vez de 1/2 como as demais guerreiras.
Numa de suas missões salva um garoto chamado Raki de um Yoma, que se passava por seu irmão. No anime, ele é expulso de sua vila pelos moradores que tem medo que ele também seja um monstro, enquanto no mangá ele foge da vila procurando a mulher que o salvara. Clare o encontra no deserto, e posteriormente deixa que ele a acompanhe como cozinheiro.
Teresa
(テレサ Teresa) é a Número 1 de sua geração de guerreiros e considerada a mais poderosa Claymore da história.
Numa missão atribuída a ela para derrotar um grupo de Yomas em uma aldeia, ela acaba salvando uma garota que havia sido feita prisioneira por um dos monstros ao matar seu captor. No dia seguinte, a criança passa a segui-la, mesmo após a guerreira tentar afastá-la. Depois de um encontro com bandidos na floresta, Teresa adota a menina, nomeando-a "Clare", uma das deusas gêmeas do amor - sendo a outra nomeada Teresa.
Teresa parte com Clare e decide deixá-la numa cidade, o que considera mais seguro para uma criança do que acompanhá-la em suas missões. Posteriormente, descobre que o mesmo grupo de bandidos que havia encontrado na floresta estava se dirigindo para lá, e volta para resgatar a garota. Ao ver a vila parcialmente destruída e um dos bandidos arrastando Clare, ela acaba por matar todos os ladrões. Tal ato a leva a ser condenada à morte pela organização.
Após resistir à primeira tentativa de execução, uma segunda equipe é formada para derrota-la. As outras 4 guerreiras mais poderosas da geração são convocadas: nº 2 (Priscilla), n°3 (Irene), n°4 (Sophia) e n°5 (Noel). As quatro são facilmente derrotadas por Teresa, mas a nº2, Priscilla, libera muito Yoki e acaba despertando, decapitando Teresa e derrotando o resto das Claymores presentes.
Priscilla
(プリシラ Purishira) é a Número 2 da era Teresa.
É uma das mais jovens aprendizes a se tornar uma guerreira, atingindo o posto de número 2 pouco tempo depois de sua promoção. Embora muito forte, é assombrada, como muitas claymores, por "fantasmas" de seu passado. Por causa de sua pouca idade e maturidade, esta não consegue se controlar, acabando por despertar após ser derrotada, junto de outras 3 Claymores, por Teresa. Com o despertar, ela consegue matar Teresa e duas das outras guerreiras, deixando a terceira gravemente ferida e voando então para o norte. Lá, ela derrota o Ser Abissal do Norte, Isley, mas perde sua memória, passando a se comportar como uma criança confusa. Isley, não podendo derrotá-la, jura fidelidade e promete levá-la para o sul, onde a garota esperava encontrar sua família (que foi morta). Com a movimentação para invadir o sul, os demais abissais também passam a formar seus próprios exércitos.
Raki
(ラキ Raki) é um rapaz cuja família é morto por um Yoma disfarçado como seu irmão, posteriormente encontrado e morto por Clare. Mais tarde, Raki é encontrado pela guerreira enquanto andava perdido no deserto. Ela permite que ele a acompanhe como seu cozinheiro e passa a levá-lo em suas missões, exceto nas mais críticas.
Numa dessas missões perigosas (contra um Ser Despertado) Clare acaba levando-o junto consigo, resultando em ambos feridos pelas mãos de outra Claymore, Ophelia. Eles conseguem fugir mas acabam tendo que se separar. Mais tarde, enquanto Raki procura por Clare nas terras do norte, encontra-se com dois ex-Claymores: Isley e Priscilla. No anime Raki segue com eles até a entrada para Pieta, e a reencontra numa batalha entre Clare e Priscilla. Já no mangá, 7 anos se passam até que Raki, agora mais velho e treinado para batalha por Isley, procura por Clare - agora uma desertora da organização - enquanto é acompanhado por Priscilla, agora reduzida em um corpo de pré-adolescente.

## Mídias

### Mangá
O mangá começou a ser publicado em 2001 na Shonen Jump, com roteiro e desenho de Norihiro Yagi. Após 13 anos, a obra foi finalizada em outubro de 2014 com 155 capítulos e 27 volumes.
Em maio de 2009 a Panini Comics trouxe Claymore para o Brasil.

### Anime
O anime Claymore, baseado no mangá homônimo foi ao ar entre abril e setembro de 2007 pela Nippon TV. O estúdio responsável foi a Madhouse (mesma de Hunter x Hunter, Death Note e HighSchool of The Dead).
Apenas parte da obra original foi adaptada, sendo que há algumas diferenças entre o mangá e o anime, principalmente nos episódios finais da animação.

#### Trilha sonora
Abertura
- "Raison D’être" de Nightmare

Encerramento
- "Danzai no Hana~Guilty Sky" de Riyu Kosaka

### Jogos
O jogo "CLAYMORE: 銀 眼 の 魔女" (Claymore: A Bruxa dos Olhos de Prata) foi lançado pela Digital Works Entertainment em 28 de maio de 2009, no Japão, para Nintendo DS. O jogador controla Clare de uma forma semelhante a outros jogos de side-scrolling, como Castlevania e Metroid. É possível alterar a força da Yoki de Clare usando a touch-screen.